# Prospero Intorcetta
Prospero Intorcetta, en mandarín simplificado 殷铎泽 y en tradicional 殷鐸澤, pronunciado en pidgin "Yīn Duózé", (Piazza Armerina, 28 de agosto de 1625 - Hangzhou, provincia de Zhejiang, 3 de octubre de 1696) fue un jesuita y sinólogo italiano, misionero en China durante diez años a finales de la dinastía Ming y principios de la Qing.

## Vida
Acabados sus estudios, probablemente en el colegio jesuita de su ciudad natal, fue enviado por sus padres a hacer la carrera de leyes en Catania. Pero, a los pocos meses, entré en la Compañía de Jesús, como su hermano mayor, Francesco. Cursadas las humanidades (1644-1646) en el colegio San Francisco Javier de Palermo, enseñó gramática (1646-1647) en Mesina, mientras estudiaba en privado el primer año de filosofía. Vuelto a Palermo, completó la filosofía (1647-1649) y enseñó en Vizzini (1649-1650) y en Caltanissetta (1650-1651). Cursó la teología en Mesina (1651-1655).
Durante una decena de años escribió unas veinte cartas al Preposito General, pidiendo ser enviado a las misiones. Por fin, fue incluido en una expedición de nueve jóvenes jesuitas, dirigida por Martino Martini, procurador de la misión. El 8 de febrero de 1656, zarparon de Génova, para Lisboa, pero a la altura de Alicante, la nave fue asaltada por un corsario francés y los diez jesuitas, capturados. Pagado un fuerte rescate, la expedición volvió a salir de Génova, y llegó a Lisboa a fines de octubre o comienzos de noviembre 1656. Reanudado (4 de abril de 1657) el viaje, varios jesuitas murieron en ruta, debido a la peste. Arribó a Macao en 1659, donde Intorcetta estudió el chino e hizo la tercera probación.
Algunos meses después, fue enviado a Jianchang (Jiangxi) al sudeste de China. Su labor misionera inicial logró la conversión de unas mil personas y la construcción de una imponente iglesia con la ayuda de los convertidos. Instaló (1662) una imprenta, provista de tipos latinos y chinos de madera. Uno de los primeros libros impresos fue Sapientia sinica, que contenía la traducción del Dà Xué (Gran Saber), uno de los Cuatro Libros que debían leer todos los candidatos a los exámenes para el servicio civil. La obra era un medio de inculturizar los jóvenes misioneros a la civilización china. Intorcetta se dedicó asiduamente a perfeccionarla y, ayudado por otros compañeros, trabajó en la traducción de otras obras clásicas.
En 1665 la persecución del cristianismo estalló con motivo de la controversia sobre el calendario que afectó a Johann Adam Schall von Bell. Todos los misioneros fueron arrestados, llevados a Pekín y condenados a ser deportados a Cantón. Bajo una continua vigilancia policial en la residencia desde el 25 de marzo de 1666, Intorcetta fue elegido procurador de la misión unos seis meses después. Logró escapar a Macao el 3 de septiembre de 1668 y partió para Europa el 21 de enero de 1669. En la travesía, una tormenta arrastró la nave hacia el Brasil. Después, vía Lisboa y Génova, Intorcetta llegó a Roma a principios de 1671.
Su cometido en Roma no era fácil. Logró explicar a los cardenales de la Sagrada Congregación para la Propagación de la Fe las cuestiones que había discutido la Conferencia de Cantón (tenida durante la detención de los misioneros). Estas incluían la disputa de los Ritos, así como algunos problemas canónicos y litúrgicos. Su informe Compendiosa narratione, se publicó en Roma en 1671. El Preposito General Giovanni Paolo Oliva le prometié enviar cuarenta nuevos misioneros a China y permitió abrir un colegio y un noviciado dentro del imperio. En una audiencia con Clemente X, Intorcetta donó al Papa la mayor parte de los escritos de Schall, que aún se conservan en la Biblioteca Apostólica Vaticana.
Tras una visita a Sicilia, fue a Lisboa, de donde zarpó (15 de marzo de 1673) con nueve jesuitas, pero al legar a Goa solo uno de ellos sobrevivía. En agosto de 1674 desembarcó en Macao. Visitador apostólico (1676-1684) de la provincia de Japón y de la viceprovincia de China, abrió un noviciado en Hangzhou, y tradujo por primera vez al chino los Ejercicios espirituales de Ignacio de Loyola. Fue viceprovincial de China desde 1686 a 1690. En la iglesia de Hangzhou, hizo que artistas chinos pintasen escenas de la vida de Cristo y de los santos, que atrajeron a muchos vecinos a ir para verlas. El gobernador de la provincia quería destruir la iglesia. Un incendio se desencadenó en el edificio cuando Intorcetta había ido a Pekín para defender la causa del cristianismo ante el Tribunal de Ritos que insistía en incluirlo entra las sectas prohibidas. Pero, el emperador Kangxi forzó al tribunal a reconsiderar toda la cuestión, y condujo al cambio de la situación con su Edicto de Tolerancia de 1692.
Cuando los cinco matemáticos jesuitas franceses, enviados por Luis XIV de Francia bajo la dirección de Jean de Fontaney, llegaron a China, los acogió en Hangzhou y les ayudó a entrar en la capital. En ese mismo ano de 1687, el nombre de Intorcetta fue incluido como uno de los traductores de los clásicos confucionistas incorporados en Confucius Sinarum Philosophus, que apareció en París, bajo la dirección de Philippe Couplet. Sus obras publicadas y las inéditas muestran a como una persona muy comprometida apostólicamente, sobre quien aún falta un estudio sistemático completo. Cuando murió, fue sepultado en el cementerio que él mismo había adquirido, en el que reposaban ya otros diez jesuitas. Actualmente se ignora su localización

## Obras
- Sapientia Sinica (Jianchang, 1662);
- Sinarum Scientia Politico-moralis (Goa, 1669);
- Confucius Sinarum Philosophus (París, 1687): ed. P. Beonio-Brocchieri, Confucio e il Cristianesimo (Turín, 1972: facs y trad).
- Compendiosa narratione dello stato della missione Cinese, cominciado dall'anno 1581 fino al 1669 (Roma, 1672)